# Todirești (Suceava)
Todirești is een Roemeense gemeente in het district Suceava.
Todirești telt 5881 inwoners.